# The Voice (6.ª temporada)
A sexta temporada de The Voice, um talent show norte-americano, estreou em 24 de fevereiro de 2014 na NBC. Shakira e Usher se uniram mais uma vez aos técnicos Adam Levine e Blake Shelton, enquanto Christina Aguilera tirou um ano de folga e Cee Lo Green deixou o programa definitivamente.
Mais uma vez, a exemplo do que ocorreu na quinta edição, o programa foi transmitido no Brasil, através do canal por assinatura Sony, aos domingos e segundas-feiras. A estreia aconteceu no dia 16 de março.
O cantor soul Josh Kaufman, do time de Usher, foi o grande vencedor, derrotando Jake Worthington e Christina Grimmie na final. Foi a primeira vez que um artista "roubado" venceu o programa, uma vez que Kaufman começou a disputa pelo time de Adam Levine.

## Técnicos e apresentadores
A sexta temporada do reality tem como grande novidade as voltas de Shakira e Usher no lugar de Christina Aguilera e Cee Lo Green. Anteriormente, os dois já haviam sido técnicos na quarta edição. Adam Levine e Blake Shelton permanecem no programa.
Quem também continua no The Voice é o apresentador Carson Daly.

## Audições
As audições foram realizadas nas seguintes cidades:
| Data                     | Local                                | Cidade               |
| ------------------------ | ------------------------------------ | -------------------- |
| 8 de junho de 2013       | Las Vegas Convention Center          | Las Vegas, Nevada    |
| 13 e 14 de julho de 2013 | Austin Convention Center             | Austin, Texas        |
| 20 e 21 de julho de 2013 | Chaifetz Arena, St. Louis University | St. Louis, Missouri  |
| 27 e 28 de julho de 2013 | Javits Convention Center             | Nova York, Nova York |

## Episódios

### Episódio 1: The Blind Auditions, parte 1
As audições às cegas (em inglês, blind auditions) foram gravadas entre os dias 10 e 13 de outubro de 2013. O primeiro episódio foi ao ar dia 24 de fevereiro de 2014.
Legenda
| Ordem | Competidor                                    | Idade   | Cidade Natal            | Canção                   | Escolha dos técnicos e competidores | Escolha dos técnicos e competidores | Escolha dos técnicos e competidores | Escolha dos técnicos e competidores |
| Ordem | Competidor                                    | Idade   | Cidade Natal            | Canção                   | Adam                                | Shakira                             | Usher                               | Blake                               |
| ----- | --------------------------------------------- | ------- | ----------------------- | ------------------------ | ----------------------------------- | ----------------------------------- | ----------------------------------- | ----------------------------------- |
| 1     | Christina Grimmie                             | 19      | Marlton, Nova Jérsei    | "Wrecking Ball"          | ✔                                   | ✔                                   | ✔                                   | ✔                                   |
| 2     | T.J. Wilkins                                  | 23      | Los Angeles, Califórnia | "Bennie and the Jets"    | ✔                                   | —                                   | ✔                                   | ✔                                   |
| 3     | Kristen Merlin                                | 29      | Hanson, Massachusetts   | "Something More"         | ✔                                   | ✔                                   | —                                   | —                                   |
| 4     | Tanner Linford                                | 16      | Kaysville, Utah         | "Stay"                   | —                                   | —                                   | —                                   | —                                   |
| 5     | Biff Gore                                     | 45      | Denver, Colorado        | "A Change Is Gonna Come" | ✔                                   | ✔                                   | ✔                                   | ✔                                   |
| 6     | Dawn & Hawkes (Miranda Dawn and Chris Hawkes) | 30 / 32 | Austin, Texas           | "I've Just Seen a Face"  | ✔                                   | ✔                                   | —                                   | —                                   |
| 7     | Leo Gallo                                     | 27      | Los Angeles, Califórnia | "Blurred Lines"          | —                                   | —                                   | —                                   | —                                   |
| 8     | Jeremy Briggs                                 | 26      | Sacramento, Califórnia  | "Bad Company"            | —                                   | ✔                                   | —                                   | ✔                                   |
| 9     | Jake Worthington                              | 17      | La Porte, Texas         | "Don't Close Your Eyes"  | ✔                                   | ✔                                   | —                                   | ✔                                   |
| 10    | Karina Mia                                    | 22      | Filadélfia, Pensilvânia | "Beneath Your Beautiful" | —                                   | —                                   | —                                   | —                                   |
| 11    | Bria Kelly                                    | 17      | Smithfield, Virgínia    | "Steamroller Blues"      | ✔                                   | ✔                                   | ✔                                   | ✔                                   |

### Episódio 2: The Blind Auditions, parte 2
| Ordem | Competidor    | Idade | Cidade Natal                            | Canção                   | Escolha dos técnicos e competidores | Escolha dos técnicos e competidores | Escolha dos técnicos e competidores | Escolha dos técnicos e competidores |
| Ordem | Competidor    | Idade | Cidade Natal                            | Canção                   | Adam                                | Shakira                             | Usher                               | Blake                               |
| ----- | ------------- | ----- | --------------------------------------- | ------------------------ | ----------------------------------- | ----------------------------------- | ----------------------------------- | ----------------------------------- |
| 1     | Delvin Choice | 24    | Greenville, Carolina do Sul             | "A Song for You"         | ✔                                   | ✔                                   | ✔                                   | ✔                                   |
| 2     | Madilyn Paige | 16    | Provo, Utah                             | "Titanium"               | —                                   | ✔                                   | ✔                                   | —                                   |
| 3     | Noah Lis      | 22    | Palmer, Massachusetts                   | "Me and Mrs. Jones"      | ✔                                   | —                                   | —                                   | ✔                                   |
| 4     | Keith Shuskie | 28    | Buffalo, Nova York                      | "Somewhere Only We Know" | —                                   | —                                   | —                                   | —                                   |
| 5     | Deja Hall     | 16    | San Antonio, Texas                      | "True Colors"            | —                                   | ✔                                   | ✔                                   | ✔                                   |
| 6     | Cary Laine    | 28    | Citronelle, Alabama / Pinedale, Wyoming | "Better Dig Two"         | ✔                                   | ✔                                   | ✔                                   | ✔                                   |

### Episódio 3: The Blind Auditions, parte 3
| Ordem | Competidor                              | Idade | Cidade Natal             | Canção                       | Escolha dos técnicos e competidores | Escolha dos técnicos e competidores | Escolha dos técnicos e competidores | Escolha dos técnicos e competidores |
| Ordem | Competidor                              | Idade | Cidade Natal             | Canção                       | Adam                                | Shakira                             | Usher                               | Blake                               |
| ----- | --------------------------------------- | ----- | ------------------------ | ---------------------------- | ----------------------------------- | ----------------------------------- | ----------------------------------- | ----------------------------------- |
| 1     | Ryan Whyte Maloney                      | 33    | Traverse City, Michigan  | "Lights"                     | ✔                                   | ✔                                   | ✔                                   | ✔                                   |
| 2     | De'Shawn Washington                     | 23    | Natchitoches, Luisiana   | "Twistin' the Night Away"    | —                                   | ✔                                   | —                                   | —                                   |
| 3     | Sam Behymer                             | 25    | Morgan Mill, Texas       | "Royals"                     | ✔                                   | —                                   | ✔                                   | —                                   |
| 4     | Savana Santos                           | 15    | Quincy, Illinois         | "The Way I Am"               | —                                   | —                                   | —                                   | —                                   |
| 5     | Scott Stevens                           | N/A   | Nashville, Tennessee     | "Boondocks"                  | —                                   | —                                   | —                                   | —                                   |
| 6     | Aaleliah Dixon                          | N/A   | Marietta, Geórgia        | "Want U Back"                | —                                   | —                                   | —                                   | —                                   |
| 7     | Brendan Ryan                            | 24    | Braintree, Massachusetts | "Love on Top"                | —                                   | —                                   | —                                   | —                                   |
| 8     | Brothers Walker (Coty e Clinton Walker) | 26    | Bernie, Missouri         | "Keep Me In Mind"            | —                                   | —                                   | ✔                                   | —                                   |
| 9     | Clarissa Serna                          | 27    | Corpus Christi, Texas    | "Zombie"                     | ✔                                   | ✔                                   | ✔                                   | ✔                                   |
| 10    | Lindsay Pagano                          | 28    | Filadélfia, Pensilvânia  | "Lady Marmalade"             | —                                   | ✔                                   | —                                   | —                                   |
| 11    | Joshua Howard                           | 25    | Filadélfia, Pensilvânia  | "This Is What It Feels Like" | ✔                                   | ✔                                   | —                                   | —                                   |
| 12    | Tanner James                            | 19    | Provo, Utah              | "Heaven"                     | —                                   | —                                   | ✔                                   | —                                   |
| 13    | Robert Lee                              | 29    | Stevenson, Alabama       | "The Weight"                 | —                                   | —                                   | —                                   | —                                   |
| 14    | Melissa Jiménez                         | 29    | Fort Lee, Nova Jérsei    | "If I Ain't Got You"         | —                                   | ✔                                   | ✔                                   | —                                   |
| 15    | Patrick Thompson                        | 35    | Festus, Missouri         | "Can't You See"              | ✔                                   | —                                   | —                                   | ✔                                   |
| 16    | Alex Burt                               | 16    | Spanish Springs, Nevada  | "Don't Ya"                   | —                                   | —                                   | —                                   | —                                   |
| 17    | Skylar Dayne                            | 17    | Hialeah, Flórida         | "Roar"                       | —                                   | —                                   | —                                   | —                                   |
| 18    | Ricky Duran                             | N/A   | Grafton, Massachusetts   | "Lean On Me"                 | —                                   | —                                   | —                                   | —                                   |
| 19    | Allison Bray                            | 17    | Louisville, Kentucky     | "Where the Boys Are"         | —                                   | —                                   | —                                   | —                                   |
| 20    | Sisaundra Lewis                         | 44    | Orlando, Flórida         | "Ain't No Way"               | ✔                                   | ✔                                   | ✔                                   | ✔                                   |

### Episódio 4: The Blind Auditions, parte 4
| Ordem | Competidor       | Idade | Cidade Natal             | Canção                    | Escolha dos técnicos e competidores | Escolha dos técnicos e competidores | Escolha dos técnicos e competidores | Escolha dos técnicos e competidores |
| Ordem | Competidor       | Idade | Cidade Natal             | Canção                    | Adam                                | Shakira                             | Usher                               | Blake                               |
| ----- | ---------------- | ----- | ------------------------ | ------------------------- | ----------------------------------- | ----------------------------------- | ----------------------------------- | ----------------------------------- |
| 1     | Megan Rüger      | 26    | Twin Lakes, Wisconsin    | "Just Like a Pill"        | —                                   | —                                   | ✔                                   | ✔                                   |
| 2     | Morgan Wallen    | 20    | Knoxville, Tennessee     | "Collide"                 | —                                   | ✔                                   | ✔                                   | —                                   |
| 3     | James Cavern     | 26    | Sacramento, Califórnia   | "Let's Get It On"         | —                                   | —                                   | —                                   | —                                   |
| 4     | Dani Moz         | 26    | Los Angeles, Califórnia  | "I Need Your Love"        | —                                   | ✔                                   | —                                   | —                                   |
| 5     | Music Box        | 28    | Seattle, Washington      | "You Gotta Be"            | —                                   | ✔                                   | —                                   | —                                   |
| 6     | Lexi Luca        | 17    | West Palm Beach, Flórida | "Wasting All These Tears" | —                                   | —                                   | —                                   | ✔                                   |
| 7     | Emily B.         | 33    | American Falls, Idaho    | "Wicked Game"             | —                                   | ✔                                   | ✔                                   | ✔                                   |
| 8     | Stevie Jo        | 19    | Tyler, Texas             | "There Goes My Baby"      | —                                   | —                                   | ✔                                   | —                                   |
| 9     | Josh McMillan    | N/A   | Jacksonville, Flórida    | "You Get What You Give"   | —                                   | —                                   | —                                   | —                                   |
| 10    | Melany Matson    | N/A   | Brooklyn, Nova York      | "The Power of Love"       | —                                   | —                                   | —                                   | —                                   |
| 11    | Branden Mendoza  | N/A   | Dallas, Texas            | "Move Along"              | —                                   | —                                   | —                                   | —                                   |
| 12    | Audra McLaughlin | 21    | Filadélfia, Pensilvânia  | "Angel From Montgomery"   | ✔                                   | ✔                                   | ✔                                   | ✔                                   |

### Episódio 5: The Blind Auditions, parte 5
| Ordem | Competidor                                     | Idade   | Cidade Natal              | Canção                        | Escolha dos técnicos e competidores | Escolha dos técnicos e competidores | Escolha dos técnicos e competidores | Escolha dos técnicos e competidores |
| Ordem | Competidor                                     | Idade   | Cidade Natal              | Canção                        | Adam                                | Shakira                             | Usher                               | Blake                               |
| ----- | ---------------------------------------------- | ------- | ------------------------- | ----------------------------- | ----------------------------------- | ----------------------------------- | ----------------------------------- | ----------------------------------- |
| 1     | Kat Perkins                                    | 33      | Scranton, Dacota do Norte | "Gold Dust Woman"             | ✔                                   | ✔                                   | ✔                                   | —                                   |
| 2     | Gabi Ramirez                                   | 27      | Fresno, Califórnia        | "The A Team"                  | —                                   | —                                   | —                                   | —                                   |
| 3     | Paula DeAnda                                   | 24      | San Angelo, Texas         | "The Way"                     | —                                   | ✔                                   | —                                   | ✔                                   |
| 4     | Jake Barker                                    | 28      | São Petersburgo, Flórida  | "When I Was Your Man"         | ✔                                   | ✔                                   | ✔                                   | —                                   |
| 5     | Tess Boyer                                     | 21      | St. Louis, Missouri       | "Wings"                       | —                                   | —                                   | ✔                                   | —                                   |
| 6     | Josh Murley                                    | 29      | Kerrville, Texas          | "The Freshman"                | ✔                                   | —                                   | —                                   | —                                   |
| 7     | Austin Ellis                                   | 26      | North Beach, Maryland     | "Drift Away"                  | ✔                                   | —                                   | —                                   | —                                   |
| 8     | Cali Tucker                                    | 29      | Arrington, Tennessee      | "Black Velvet"                | —                                   | —                                   | —                                   | ✔                                   |
| 9     | Luke Cooper                                    | 27      | DeQuincy, Luisiana        | "Radioactive"                 | —                                   | —                                   | —                                   | —                                   |
| 10    | Ria Eaton                                      | 19      | Billerica, Massachusetts  | "Cups"                        | —                                   | ✔                                   | —                                   | ✔                                   |
| 11    | Cierra Mickens                                 | 23      | Eagle River, Alaska       | "Crazy"                       | —                                   | ✔                                   | ✔                                   | ✔                                   |
| 12    | Tyler Montgomery                               | 24      | Dexter, Missouri          | "I Wish"                      | —                                   | —                                   | —                                   | —                                   |
| 13    | Alaska & Madi (Alaska Holloway e Madi Metcalf) | 19 / 18 | Tulsa, Oklahoma           | "Barton Hollow"               | ✔                                   | —                                   | —                                   | ✔                                   |
| 14    | Ddendyl                                        | 25      | Washington, D.C.          | "Stand by Me"                 | —                                   | ✔                                   | —                                   | —                                   |
| 15    | Theresa Payne                                  | N/A     | St. Louis, Missouri       | "Crazy in Love"               | —                                   | —                                   | —                                   | —                                   |
| 16    | Bryson Dunn                                    | N/A     | Deer Park, Texas          | "I Wanna Dance with Somebody" | —                                   | —                                   | —                                   | —                                   |
| 17    | Bree Tal                                       | N/A     | Pasadena, Califórnia      | "We Don't Need Another Hero"  | —                                   | —                                   | —                                   | —                                   |
| 18    | Josh Kaufman                                   | 38      | Indianápolis, Indiana     | "One More Try"                | ✔                                   | ✔                                   | ✔                                   | ✔                                   |

### Episódio 6: The Blind Auditions, parte 6
| Ordem | Competidor       | Idade | Cidade Natal             | Canção                         | Escolha dos técnicos e competidores | Escolha dos técnicos e competidores | Escolha dos técnicos e competidores | Escolha dos técnicos e competidores |
| Ordem | Competidor       | Idade | Cidade Natal             | Canção                         | Adam                                | Shakira                             | Usher                               | Blake                               |
| --- | ---------------- | ----- | ------------------------ | ------------------------------ | ----------------------------------- | ----------------------------------- | ----------------------------------- | ----------------------------------- |
| 1 | Joe Trombino     | 33    | Queens, Nova York        | "Love and Happiness"           | —                                   | —                                   | —                                   | —                                   |
| 2 | Kaleigh Glanton  | 20    | Wichita, Kansas          | "Have You Ever Seen the Rain?" | ✔                                   | ✔                                   | ✔                                   | ✔                                   |
| 3 | Brittnee Camelle | 23    | Lawrenceville, Geórgia   | "Skyscraper"                   | —                                   | ✔                                   | ✔                                   | N/A                                 |
| 4 | Beau Thomas      | 27    | Frisco, Colorado         | "You Are the Best Thing"       | —                                   | —                                   | N/A                                 | N/A                                 |
| 5 | Lindsay Bruce    | 25    | Santa Rosa, Califórnia   | "Even If It Breaks Your Heart" | ✔                                   | ✔                                   | N/A                                 | N/A                                 |
| 6 | Melissa Neal     | N/A   | Buffalo, Nova York       | "Brave"                        | —                                   | N/A                                 | N/A                                 | N/A                                 |
| 7 | Beau Cassidy     | N/A   | Fort Lauderdale, Flórida | "Get Lucky"                    | —                                   | N/A                                 | N/A                                 | N/A                                 |
| 8 | Sheila Marshall  | N/A   | Houston, Texas           | "Strong Enough"                | —                                   | N/A                                 | N/A                                 | N/A                                 |
| 9 | Caleb Elder      | 19    | Appomattox, Virgínia     | "Groove Me"                    | ✔                                   | N/A                                 | N/A                                 | N/A                                 |
| Designação "N/A" em "Escolha dos técnicos e competidores" significa que o time do técnico já estava completo |                  |       |                          |                                |                                     |                                     |                                     |                                     |

### Episódios 7 a 10: The Battles, Round 1
A fase de batalhas (em inglês, Battle Rounds) foi transmitida em quatro episódios. Nessa fase, os técnicos contam com a ajuda de mentores para treinar seus times. Blake Shelton contou com a ajuda dos três membros da banda The Band Perry, Usher foi auxiliado por Jill Scott, Shakira chamou Miranda Lambert e Adam Levine trouxe Aloe Blacc para ajudá-lo. Graças ao 'steal', os competidores podem ser salvos por outros técnicos mesmo se perderem a sua batalha e, assim, seguir na competição.
Legenda:
| Episódio | Técnico       | Ordem | Vencedor           | Canção                          | Perdedor           | Resultado do 'Steal' | Resultado do 'Steal' | Resultado do 'Steal' | Resultado do 'Steal' |
| Episódio | Técnico       | Ordem | Vencedor           | Canção                          | Perdedor           | Adam                 | Shakira              | Usher                | Blake                |
| -------- | ------------- | ----- | ------------------ | ------------------------------- | ------------------ | -------------------- | -------------------- | -------------------- | -------------------- |
| 7        | Usher         | 1     | T.J. Wilkins       | "Ain't Too Proud to Beg"        | Biff Gore          | —                    | —                    | N/A                  | ✔                    |
| 7        | Blake Shelton | 2     | Jake Worthington   | "It Goes Like This"             | Lexi Luca          | —                    | —                    | —                    | N/A                  |
| 7        | Shakira       | 3     | Dani Moz           | "My Kind of Love"               | DeShawn Washington | —                    | N/A                  | —                    | —                    |
| 7        | Adam Levine   | 4     | Kat Perkins        | "Whenever I Call You 'Friend'"  | Patrick Thomson    | N/A                  | ✔                    | —                    | —                    |
| 7        | Blake Shelton | 5     | Sisaundra Lewis    | "Do What U Want"                | Paula DeAnda       | —                    | —                    | —                    | N/A                  |
| 7        | Usher         | 6     | Stevie Jo          | "Higher Love"                   | Jake Barker        | ✔                    | ✔                    | N/A                  | ✔                    |
|          |               |       |                    |                                 |                    |                      |                      |                      |                      |
| 8        | Shakira       | 1     | Clarissa Serna     | "Cold as Ice"                   | Jeremy Briggs      | —                    | N/A                  | —                    | —                    |
| 8        | Adam Levine   | 2     | Delvin Choice      | "The Man"                       | Caleb Elder        | N/A                  | —                    | —                    | —                    |
| 8        | Blake Shelton | 3     | Megan Rüger        | "My Happy Ending"               | Ria Eaton          | —                    | —                    | —                    | N/A                  |
| 8        | Shakira       | 4     | Ddendyl            | "I Feel the Earth Move"         | Lindsay Pagano     | —                    | N/A                  | —                    | —                    |
| 8        | Usher         | 5     | Morgan Wallen      | "Hey Brother"                   | Brothers Walker    | —                    | —                    | N/A                  | —                    |
| 8        | Usher         | 6     | Melissa Jiménez    | "Give It to Me Right"           | Brittnee Camelle   | ✔                    | ✔                    | N/A                  | —                    |
|          |               |       |                    |                                 |                    |                      |                      |                      |                      |
| 9        | Adam Levine   | 1     | Josh Kaufman       | "Happy"                         | Austin Ellis       | N/A                  | —                    | —                    | —                    |
| 9        | Blake Shelton | 2     | Audra McLaughlin   | "When Will I Be Loved"          | Alaska & Madi      | N/A                  | —                    | —                    | N/A                  |
| 9        | Shakira       | 3     | Deja Hall          | "Eternal Flame"                 | Music Box          | N/A                  | N/A                  | ✔                    | —                    |
| 9        | Usher         | 4     | Madilyn Paige      | "Everything Has Changed"        | Tanner James       | N/A                  | —                    | N/A                  | —                    |
| 9        | Adam Levine   | 5     | Dawn & Hawkes      | "Stuck in the Middle with You"  | Josh Murley        | N/A                  | ✔                    | —                    | —                    |
| 9        | Usher         | 6     | Bria Kelly         | "Piece of My Heart"             | Tess Boyer         | N/A                  | N/A                  | N/A                  | ✔                    |
|          |               |       |                    |                                 |                    |                      |                      |                      |                      |
| 10       | Adam Levine   | 1     | Sam Behymer        | "Give Me Love"                  | Cary Laine         | N/A                  | N/A                  | —                    | N/A                  |
| 10       | Blake Shelton | 2     | Kaleigh Glanton    | "Everything"                    | Noah Lis           | N/A                  | N/A                  | —                    | N/A                  |
| 10       | Blake Shelton | 3     | Ryan Whyte Maloney | "What's Love Got to Do with It" | Cali Tucker        | N/A                  | N/A                  | —                    | N/A                  |
| 10       | Adam Levine   | 4     | Christina Grimmie  | "I Knew You Were Trouble"       | Joshua Howard      | N/A                  | N/A                  | —                    | N/A                  |
| 10       | Shakira       | 5     | Kristen Merlin     | "Turn On the Radio"             | Lindsay Bruce      | N/A                  | N/A                  | —                    | N/A                  |
| 10       | Shakira       | 6     | Emily B.           | "Brave"                         | Cierra Mickens     | N/A                  | N/A                  | ✔                    | N/A                  |

### Episódios 11 a 13: The Battles, Round 2
Na 6ª temporada, a fase dos Knockouts foi substituída por uma segunda fase de batalhas, na qual os participantes precisaram entrar em acordo com relação à música cantada. Um mesmo mentor, Chris Martin, vocalista da banda Coldplay, auxiliou todas as equipes. Cada técnico teve direito a um 'steal'.
Legenda:
| Episódio | Técnico       | Ordem | Vencedor           | Canção                                | Perdedor         | Resultado do 'Steal' | Resultado do 'Steal' | Resultado do 'Steal' | Resultado do 'Steal' |
| Episódio | Técnico       | Ordem | Vencedor           | Canção                                | Perdedor         | Adam                 | Shakira              | Usher                | Blake                |
| -------- | ------------- | ----- | ------------------ | ------------------------------------- | ---------------- | -------------------- | -------------------- | -------------------- | -------------------- |
| 11       | Blake Shelton | 1     | Audra McLaughlin   | "The Climb"                           | Megan Rüger      | —                    | —                    | —                    | N/A                  |
| 11       | Usher         | 2     | T.J. Wilkins       | "Get Here"                            | Cierra Mickens   | —                    | —                    | N/A                  | —                    |
| 11       | Blake Shelton | 3     | Jake Worthington   | "Have a Little Faith in Me"           | Tess Boyer       | ✔                    | ✔                    | ✔                    | N/A                  |
| 11       | Adam Levine   | 4     | Christina Grimmie  | "Counting Stars"                      | Sam Behymer      | N/A                  | N/A                  | —                    | —                    |
| 11       | Shakira       | 5     | Patrick Thomson    | "Run to You"                          | Josh Murley      | —                    | N/A                  | —                    | —                    |
| 11       | Adam Levine   | 6     | Delvin Choice      | "Signed, Sealed, Delivered I'm Yours" | Josh Kaufman     | N/A                  | N/A                  | ✔                    | —                    |
|          |               |       |                    |                                       |                  |                      |                      |                      |                      |
| 12       | Blake Shelton | 1     | Sisaundra Lewis    | "It's a Man's Man's Man's World"      | Biff Gore        | —                    | N/A                  | N/A                  | N/A                  |
| 12       | Shakira       | 2     | Deja Hall          | "Say Something"                       | Ddendyl          | —                    | N/A                  | N/A                  | —                    |
| 12       | Shakira       | 3     | Kristen Merlin     | "I Can Love You Better"               | Emily B.         | —                    | N/A                  | N/A                  | —                    |
| 12       | Usher         | 4     | Stevie Jo          | "Story of My Life"                    | Morgan Wallen    | ✔                    | N/A                  | N/A                  | —                    |
|          |               |       |                    |                                       |                  |                      |                      |                      |                      |
| 13       | Shakira       | 1     | Dani Moz           | "Perfect"                             | Clarissa Serna   | N/A                  | N/A                  | N/A                  | —                    |
| 13       | Adam Levine   | 2     | Kat Perkins        | "Suddenly I See"                      | Dawn & Hawkes    | N/A                  | N/A                  | N/A                  | —                    |
| 13       | Usher         | 3     | Melissa Jiménez    | "Girl on Fire"                        | Music Box        | N/A                  | N/A                  | N/A                  | —                    |
| 13       | Blake Shelton | 4     | Ryan Whyte Maloney | "Easy"                                | Kaleigh Glanton  | N/A                  | N/A                  | N/A                  | N/A                  |
| 13       | Adam Levine   | 5     | Jake Barker        | "Climax"                              | Brittnee Camelle | N/A                  | N/A                  | N/A                  | —                    |
| 13       | Usher         | 6     | Bria Kelly         | "I'll Stand by You"                   | Madilyn Paige    | N/A                  | N/A                  | N/A                  | ✔                    |

### Episódios 14 a 16: Playoffs
Após os dois rounds de batalhas, começam os "Playoffs". Nesta edição, os cinco membros restantes de cada equipe cantam individualmente e a decisão sobre quem avança para os shows ao vivo fica inteiramente com os técnicos.
Legenda:
| Episódio 14 | 1  | Blake Shelton | Audra McLaughlin   | "A Broken Wing"          | Salva     |  |  |  |  |
| Episódio 14 | 2  | Blake Shelton | Ryan Whyte Maloney | "Second Chance"          | Eliminado |  |  |  |  |
| Episódio 14 | 3  | Blake Shelton | Madilyn Paige      | "Clarity"                | Eliminada |  |  |  |  |
| Episódio 14 | 4  | Blake Shelton | Jake Worthington   | "Anywhere with You"      | Salvo     |  |  |  |  |
| Episódio 14 | 5  | Blake Shelton | Sisaundra Lewis    | "New York State of Mind" | Salva     |  |  |  |  |
|             |    |               |                    |                          |           |  |  |  |  |
| Episódio 15 | 1  | Shakira       | Kristen Merlin     | "Two Black Cadillacs"    | Salva     |  |  |  |  |
| Episódio 15 | 2  | Shakira       | Deja Hall          | "Battlefield"            | Eliminada |  |  |  |  |
| Episódio 15 | 3  | Shakira       | Tess Boyer         | "Human"                  | Salva     |  |  |  |  |
| Episódio 15 | 4  | Shakira       | Patrick Thomson    | "Trouble"                | Eliminado |  |  |  |  |
| Episódio 15 | 5  | Shakira       | Dani Moz           | "The Edge of Glory"      | Salva     |  |  |  |  |
| Episódio 15 | 6  | Adam Levine   | Delvin Choice      | "Let's Stay Together"    | Salvo     |  |  |  |  |
| Episódio 15 | 7  | Adam Levine   | Jake Barker        | "She Will Be Loved"      | Eliminado |  |  |  |  |
| Episódio 15 | 8  | Adam Levine   | Kat Perkins        | "Open Arms"              | Salva     |  |  |  |  |
| Episódio 15 | 9  | Adam Levine   | Morgan Wallen      | "Stay"                   | Eliminado |  |  |  |  |
| Episódio 15 | 10 | Adam Levine   | Christina Grimmie  | "I Won't Give Up"        | Salva     |  |  |  |  |
|             |    |               |                    |                          |           |  |  |  |  |
| Episódio 16 | 1  | Usher         | T.J. Wilkins       | "Tell Me Something Good" | Salvo     |  |  |  |  |
| Episódio 16 | 2  | Usher         | Melissa Jiménez    | "Halo"                   | Eliminada |  |  |  |  |
| Episódio 16 | 3  | Usher         | Stevie Jo          | "The Thrill Is Gone"     | Eliminado |  |  |  |  |
| Episódio 16 | 4  | Usher         | Bria Kelly         | "Wild Horses"            | Salva     |  |  |  |  |
| Episódio 16 | 5  | Usher         | Josh Kaufman       | "It Will Rain"           | Salvo     |  |  |  |  |

### Episódios 17 e 18: Shows ao vivo - Top 12
Os 12 finalistas da sexta edição do The Voice entram nesta fase em um sistema de eliminação semanal, no qual os competidores cantam na segunda-feira e têm o resultado na terça-feira, de acordo com a transmissão norte-americana (no Brasil, os episódios inéditos são transmitidos no domingo e na segunda-feira seguintes).
Pela segunda edição seguida, haverá a "salvação instantânea" (em inglês, Instant Save), na qual os usuários do Twitter salvam um dentre os três participantes menos votados em um intervalo de cinco minutos. Nesta edição, porém, os três participantes menos votados cantam mais uma vez na "última chance" (em inglês, Last Chance Performance). Só depois que todos cantam pela salvação, o Instante Save começa e um participante escapa da eliminação.
Legenda:
| Ordem         | Técnico       | Competidor        | Canção                            | Resultado    |
| ------------- | ------------- | ----------------- | --------------------------------- | ------------ |
| 1             | Usher         | Bria Kelly        | "Rolling in the Deep"             | Salva        |
| 2             | Adam Levine   | Delvin Choice     | "Unchained Melody"                | Salvo        |
| 3             | Shakira       | Dani Moz          | "Just Give Me a Reason"           | Bottom 3     |
| 4             | Blake Shelton | Audra McLaughlin  | "Angel of the Morning"            | Salva        |
| 5             | Usher         | T.J. Wilkins      | "Waiting on the World to Change"  | Bottom 3     |
| 6             | Adam Levine   | Christina Grimmie | "Dark Horse"                      | Salva        |
| 7             | Blake Shelton | Sisaundra Lewis   | "Don't Let the Sun Go Down on Me" | Salva        |
| 8             | Shakira       | Kristen Merlin    | "Stay"                            | Salva        |
| 9             | Adam Levine   | Kat Perkins       | "Magic Man"                       | Salva        |
| 10            | Blake Shelton | Jake Worthington  | "Anymore"                         | Salvo        |
| 11            | Shakira       | Tess Boyer        | "I'll Be There for You"           | Bottom 3     |
| 12            | Usher         | Josh Kaufman      | "Stay with Me"                    | Salvo        |
| Última chance |               |                   |                                   |              |
| 1             | Usher         | T.J. Wilkins      | "I'll Be"                         | Eliminado    |
| 2             | Shakira       | Dani Moz          | "Turning Tables"                  | Eliminada    |
| 3             | Shakira       | Tess Boyer        | "Dark Side"                       | Instant Save |

| Ordem | Artistas                                             | Canção                           |
| ----- | ---------------------------------------------------- | -------------------------------- |
| 18.1  | Adam Levine e sua equipe (Christina, Delvin e Kat)   | "Sledgehammer"                   |
| 18.2  | Shakira                                              | "Empire"                         |
| 18.3  | Blake Shelton e sua equipe (Audra, Jake e Sisaundra) | "Put Some Drive in Your Country" |

### Episódios 19 e 20: Shows ao vivo - Top 10
| Ordem         | Técnico       | Competidor        | Canção                      | Resultado    |
| ------------- | ------------- | ----------------- | --------------------------- | ------------ |
| 1             | Adam Levine   | Kat Perkins       | "Landslide"                 | Bottom 3     |
| 2             | Shakira       | Tess Boyer        | "Ain't It Fun"              | Bottom 3     |
| 3             | Blake Shelton | Audra McLaughlin  | "You Lie"                   | Salva        |
| 4             | Usher         | Josh Kaufman      | "This Is It"                | Salvo        |
| 5             | Adam Levine   | Christina Grimmie | "Hold On, We're Going Home" | Salva        |
| 6             | Blake Shelton | Jake Worthington  | "Run"                       | Salvo        |
| 7             | Usher         | Bria Kelly        | "I'm with You"              | Bottom 3     |
| 8             | Adam Levine   | Delvin Choice     | "Bright Lights"             | Salvo        |
| 9             | Shakira       | Kristen Merlin    | "Let Her Go"                | Salva        |
| 10            | Blake Shelton | Sisaundra Lewis   | "Oh Sherrie"                | Salva        |
| Última chance |               |                   |                             |              |
| 1             | Usher         | Bria Kelly        | "Crazy on You"              | Eliminada    |
| 2             | Shakira       | Tess Boyer        | "Who Knew"                  | Eliminada    |
| 3             | Adam Levine   | Kat Perkins       | "Paris (Ooh La La)"         | Instant Save |

| Ordem | Artistas                              | Canção                   |
| ----- | ------------------------------------- | ------------------------ |
| 19.1  | Rixton                                | "Me and My Broken Heart" |
| 20.1  | Usher e sua equipe (Bria e Josh)      | "Always on the Run"      |
| 20.2  | Shakira e sua equipe (Kristen e Tess) | "The One Thing"          |

### Episódios 21 e 22: Shows ao vivo - Top 8
| Ordem         | Técnico       | Competidor        | Canção                                    | Resultado    |
| ------------- | ------------- | ----------------- | ----------------------------------------- | ------------ |
| 1             | Blake Shelton | Sisaundra Lewis   | "River Deep Mountain High"                | Bottom 4     |
| 2             | Usher         | Josh Kaufman      | "I Can't Make You Love Me"                | Salvo        |
| 3             | Adam Levine   | Kat Perkins       | "Get Lucky"                               | Bottom 4     |
| 4             | Shakira       | Kristen Merlin    | "I Drive Your Truck"                      | Salva        |
| 5             | Adam Levine   | Delvin Choice     | "I Believe I Can Fly"                     | Bottom 4     |
| 6             | Blake Shelton | Audra McLaughlin  | "Forgive"                                 | Bottom 4     |
| 7             | Blake Shelton | Jake Worthington  | "Hillbilly Deluxe"                        | Salvo        |
| 8             | Adam Levine   | Christina Grimmie | "How to Love"                             | Salva        |
| Última chance |               |                   |                                           |              |
| 1             | Blake Shelton | Sisaundra Lewis   | "(You Make Me Feel Like) A Natural Woman" | Eliminada    |
| 2             | Blake Shelton | Audra McLaughlin  | "DONE."                                   | Eliminada    |
| 3             | Adam Levine   | Kat Perkins       | "Barracuda"                               | Instant Save |
| 4             | Adam Levine   | Delvin Choice     | "Young Girls"                             | Eliminado    |

| Ordem | Artistas                             | Canção            |
| ----- | ------------------------------------ | ----------------- |
| 21.1  | Blake Shelton (com Gwen Sebastian)   | "My Eyes"         |
| 21.2  | Pharrell Williams                    | "Come Get It Bae" |
| 21.3  | Gwen Stefani feat. Pharrell Williams | "Hollaback Girl"  |
| 22.1  | Audra, Jake, Kat e Kristen           | "Chainsaw"        |
| 22.2  | Christina, Delvin, Josh e Sisaundra  | "Latch"           |

### Episódios 23 e 24: Semifinal ao vivo - Top 5
| Técnico       | Competidor        | Ordem       | Canção (Dedicação do competidor a alguém) | Ordem        | Canção (Escolha do técnico) | Resultado    |
| ------------- | ----------------- | ----------- | ----------------------------------------- | ------------ | --------------------------- | ------------ |
| Shakira       | Kristen Merlin    | 1           | "Gunpowder & Lead"                        | 8            | "Foolish Games"             | Bottom 3     |
| Usher         | Josh Kaufman      | 2           | "All of Me"                               | 6            | "Love Runs Out"             | Salvo        |
| Adam Levine   | Kat Perkins       | 7           | "Let It Go"                               | 3            | "Chandelier"                | Bottom 3     |
| Blake Shelton | Jake Worthington  | 4           | "Good Ol' Boys"                           | 10           | "Heaven"                    | Salvo        |
| Adam Levine   | Christina Grimmie | 9           | "Some Nights"                             | 5            | "Hide and Seek"             | Bottom 3     |
| Última chance |                   |             |                                           |              |                             |              |
| Ordem         | Técnico           | Técnico     | Competidor                                | Canção       | Canção                      | Resultado    |
| 1             | Shakira           | Shakira     | Kristen Merlin                            | "Blown Away" | "Blown Away"                | Eliminada    |
| 2             | Adam Levine       | Adam Levine | Kat Perkins                               | "Good Girl"  | "Good Girl"                 | Eliminada    |
| 3             | Adam Levine       | Adam Levine | Christina Grimmie                         | "Apologize"  | "Apologize"                 | Instant Save |

| Ordem | Artistas      | Canção                         |
| ----- | ------------- | ------------------------------ |
| 23.1  | Usher         | "Good Kisser"                  |
| 24.1  | Rascal Flatts | "Rewind"                       |
| 24.2  | Jacquie Lee   | "Broken Ones"                  |
| 24.3  | Will Champlin | "Eye of the Pyramid"           |
| 24.4  | Tessanne Chin | "Everything Reminds Me of You" |

### Episódios 25 e 26: Final ao vivo - Top 3
| Técnico       | Competidor        | Ordem | Canção do Público                     | Ordem | Canção do Dueto                                  | Ordem | Canção Final                 | Resultado |
| ------------- | ----------------- | ----- | ------------------------------------- | ----- | ------------------------------------------------ | ----- | ---------------------------- | --------- |
| Adam Levine   | Christina Grimmie | 1     | "Wrecking Ball"                       | 5     | "Somebody That I Used to Know" (com Adam Levine) | 8     | "Can't Help Falling In Love" | 3º lugar  |
| Usher         | Josh Kaufman      | 4     | "Signed, Sealed, Delivered I'm Yours" | 2     | "Every Breath You Take" (com Usher)              | 9     | "Set Fire to the Rain"       | Vencedor  |
| Blake Shelton | Jake Worthington  | 3     | "Don't Close Your Eyes"               | 7     | "A Country Boy Can Survive" (com Blake Shelton)  | 6     | "Right Here Waiting"         | 2º lugar  |

| Ordem | Artistas                                                               | Canção                        |
| ----- | ---------------------------------------------------------------------- | ----------------------------- |
| 25.1  | Shakira e Blake Shelton                                                | "Medicine"                    |
| 25.2  | Usher e Adam Levine                                                    | "Untitled (How Does It Feel)" |
| 26.1  | OneRepublic                                                            | "Love Runs Out"               |
| 26.2  | Jake Worthington (com Audra, Kat, Kristen, Morgan e Ryan)              | "Summertime"                  |
| 26.3  | Ed Sheeran & Christina Grimmie                                         | "All of the Stars"            |
| 26.4  | Delvin Choice, Jake Barker, Morgan Wallen, Patrick Thomson e Stevie Jo | "She's Gone"                  |
| 26.5  | Justin Moore                                                           | "Lettin' the Night Roll"      |
| 26.6  | Josh Kaufman (com Sisaundra Lewis, Stevie Jo e T.J. Wilkins)           | "Am I Wrong"                  |
| 26.7  | Ed Sheeran                                                             | "Sing"                        |
| 26.8  | Alabama & Jake Worthington                                             | "Mountain Music"              |
| 26.9  | Dani Moz, Deja Hall, Madilyn Paige, Melissa Jiménez e Tess Boyer       | "Umbrella"                    |
| 26.10 | Robin Thicke & Josh Kaufman                                            | "Get Her Back"                |
| 26.11 | Tim McGraw                                                             | "City Light"                  |
| 26.12 | Christina Grimmie (com Bria Kelly, Jake Barker e Tess Boyer)           | "Team"                        |
| 26.13 | Coldplay                                                               | "A Sky Full of Stars"         |

## Times
Legenda
     Vencedor(a)
     Vice
     Terceiro colocado
     Eliminado(a) nas apresentações ao vivo
     Eliminado(a) nos playoffs

     Artista pego por outro técnico nas Battles - Round 2 (nome riscado)
     Eliminado(a) nas Battles - Round 2
     Artista pego por outro técnico nas Battles - Round 1 (nome riscado)
     Eliminado(a) nas Battles - Round 1
| Técnicos | Artistas           | Artistas        | Artistas        | Artistas           | Artistas |
| --- | ------------------ | --------------- | --------------- | ------------------ | -------- |
| Adam Levine |                    |                 |                 |                    |          |
| Christina Grimmie                                                                                                  | Kat Perkins        | Delvin Choice   | Jake Barker     | Morgan Wallen      |          |
| Josh Kaufman | Brittnee Camelle   | Dawn & Hawkes   | Sam Behymer     | Josh Murley        |          |
| Patrick Thomson | Austin Ellis       | Caleb Elder     | Cary Laine      | Joshua Howard      |          |
| Shakira |                    |                 |                 |                    |          |
| Kristen Merlin | Tess Boyer         | Dani Moz        | Deja Hall       | Patrick Thomson    |          |
| Clarissa Serna | Ddendyl            | Emily B.        | Josh Murley     | Cierra Mickens     |          |
| Music Box | DeShawn Washington | Jeremy Briggs   | Lindsay Bruce   | Lindsay Pagano     |          |
| Usher |                    |                 |                 |                    |          |
| Josh Kaufman | Bria Kelly         | T.J. Wilkins    | Melissa Jiménez | Stevie Jo          |          |
| Madilyn Paige | Morgan Wallen      | Music Box       | Cierra Mickens  | Biff Gore          |          |
| Brittnee Camelle                                                                                                   | Jake Barker        | Tess Boyer      | Brothers Walker | Tanner James       |          |
| Blake Shelton |                    |                 |                 |                    |          |
| Jake Worthington                                                                                                   | Audra McLaughlin   | Sisaundra Lewis | Madilyn Paige   | Ryan Whyte Maloney |          |
| Tess Boyer | Biff Gore          | Kaleigh Glanton | Megan Rüger     | Alaska & Madi      |          |
| Cali Tucker | Lexi Luca          | Noah Lis        | Paula DeAnda    | Ria Eaton          |          |
| Participantes em itálico iniciaram a disputa em um time, mas foram pegos por outro técnico nas fases das batalhas. |                    |                 |                 |                    |          |